# Annelie Wilden

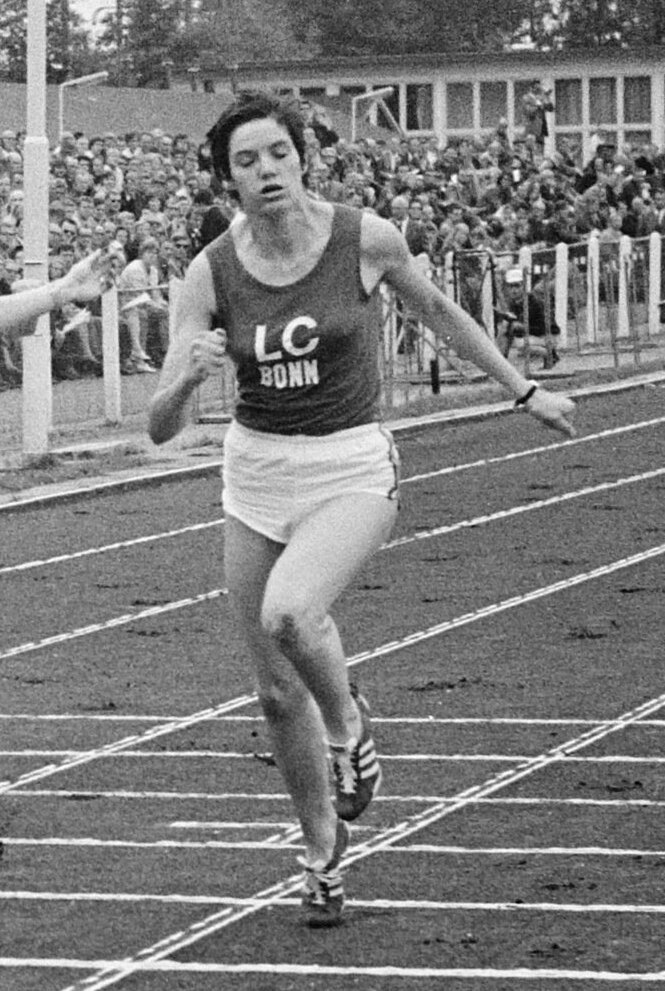
Annelie Wilden (1970)

Annelie Wilden, geborene Annelie Klum (* 20. November 1949) ist eine ehemalige deutsche Sprinterin.
Bei den Leichtathletik-Halleneuropameisterschaften gewann sie dreimal eine Staffelmedaille mit der bundesdeutschen Mannschaft: 1970 in Wien sowie 1971 in Sofia in der 4-mal-200-Meter-Staffel und 1973 in Rotterdam Gold in der 4-mal-360-Meter-Staffel.
Bei den Leichtathletik-Europameisterschaften 1971 in Helsinki schied sie über 200 Meter im Zwischenlauf aus.
1970 und 1972 wurde sie bei den Deutschen Meisterschaften Dritte über 200 Meter. In der Halle wurde sie über dieselbe Distanz 1970, 1971 und 1973 Deutsche Vizemeisterin.
Annelie Wilden startete für den LC Bonn.

## Persönliche Bestzeiten
- 100 m: 11,74 s, 8. August 1970, Berlin
- 200 m: 23,79 s, 15. Juli 1970, Stuttgart

| Personendaten    | Personendaten       |
| ---------------- | ------------------- |
| NAME             | Wilden, Annelie     |
| ALTERNATIVNAMEN  | Klum, Annelie       |
| KURZBESCHREIBUNG | deutsche Sprinterin |
| GEBURTSDATUM     | 20. November 1949   |